# Otloh z St. Emmeram

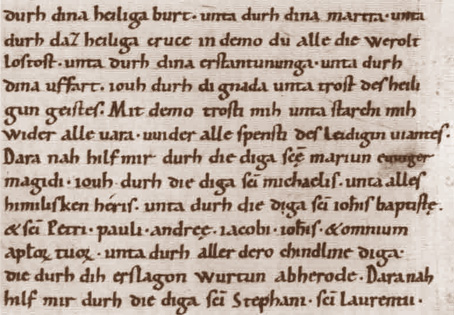
Rękopis Otloha

Otloh z St. Emmeram (także Otloh od św. Emmerama; ur. ok. 1010, zm. 23 listopada krótko po 1070 w Ratyzbonie) – benedyktyn z klasztoru św. Emmerama w Ratyzbonie, pisarz i nauczyciel.

## Życiorys
Otloh pochodził z zamożnej rodziny z Bawarii. W młodości został wysłany na naukę do klasztoru w Tegernsee. Później przebywał w Hersfeld. Zyskał renomę znakomitego kaligrafa i pracował w licznych skryptoriach, działał m.in. na terenie Frankonii. Początkowo był kapłanem, ale w 1032 wstąpił do benedyktyńskiego klasztoru św. Emmerama w Ratyzbonie. Tu stanął na czele klasztornej szkoły, w której uczył m.in. Wilhelma z Hirsau. Znane są jego pobyty w klasztorach w Fuldzie i Monte Cassino. W 1062 opuścił klasztor św. Emmerama wskutek sporu z miejscowym biskupem. Przeniósł się wówczas do klasztoru w Fuldzie, a w 1066 do Amorbach. Powrócił do św. Emmerama w 1067.

## Twórczość
Początkowo Otloh był zainteresowany pogańskimi autorami, np. Lukanem, jednak szybko porzucił ich, uznając za nieodpowiednich dla zakonników i zwrócił się ku Biblii. Jest autorem licznych dzieł, z których wiele zawiera wątki autobiograficzne, często też cytuje w nich swoje wcześniejsze prace. Zakres takich odniesień jest niespotykany we wcześniejszej literaturze średniowiecznej; ma służyć jako przykład dla innych duchownych i zakonników. W powstałym ok. 1032 traktacie De doctrina spirituali opisuje podłoże swej własnej „konwersji”. W Liber visionum opisuje m.in. wizje, które miał w zwrotnych momentach swego życia. W jednej z pierwszych autobiografii średniowiecznych Liber de temptatione cuiusdam monachi zawarł m.in. szczegółową listę swych dzieł oraz przepisanych przez siebie manuskryptów, a także opis sporu, który spowodował opuszczenie przezeń klasztoru w Ratyzbonie.
Był autorem licznych prac hagiograficznych, m.in. w Ratyzbonie napisał żywot związanego z tutejszym opactwem św. Wolfganga, a w Fuldzie patrona tego opactwa św. Bonifacego. Pod koniec życia napisał zbiór żywotów świętych Vita s. Magni. Zebrał sentencje potrzebne do nauczania w Libellus proverbiorum oraz napisał Liber de admonitione clericorum et laicorum i kompilację De cursu spirituali. W rozprawie Dialogus de III quaestionibus zawarł rozważania na temat obecności zła w świecie – stwierdził tu m.in., że świat, w którym dobro może zwyciężać zło, jest lepszy od świata, w którym nie ma wolnej woli, oraz że Bóg ukarał za grzech pierworodny nie tylko Adama i Ewę, ale i wszystkich ich potomków, ponieważ każdy człowiek na ich miejscu także by go popełnił. Otloh w swej twórczości zwalczał dialektykę, a za jedyne i wyłącznie niezawodne źródło poznania i wiedzy uważał Biblię. W jego pismach pojawia się jednak myślenie filozoficzne i posługuje się on dialektyką, co wskazuje na rozdarcie między głoszonym przeczeniem rozumu i jego uznaniem. Jest uznawany za najwybitniejszego pisarza duchowego w Niemczech swoich czasów.
Otloh jest także uważany za autora fikcyjnego sprawozdania z przeniesienia szczątków św. Dionizego do klasztoru św. Emmerama, a także twórcę innych fałszywych dokumentów na korzyść klasztoru św. Emmerama.